# Ja'Marr Chase
Ja'Marr Anthony Chase (Harvey, Luisiana, Estados Unidos; 1 de marzo de 2000) es un jugador profesional de fútbol americano. Juega en la posición de wide receiver y actualmente pertenece a la plantilla de los Cincinnati Bengals de la National Football League (NFL).
Jugó a nivel universitario en LSU, donde fue campeón nacional en 2019.

## Carrera

### Universidad
Debido a la pandemia de COVID-19, Chase optó por no jugar en 2020. Al mismo tiempo, anunció que se presentaría al Draft de la NFL de 2021.

#### Estadísticas
|         | Denota temporada en la que fue campeón de la NCAA |
| Negrita | Máximo de carrera                                 |

| Año   | Equipo | Partidos | Partidos | Recepción | Recepción | Recepción | Recepción | Carrera | Carrera | Carrera | Carrera |
| Año   | Equipo | PJ       | PT       | Rec       | Yds       | Avg       | TD        | Att     | Yds     | Avg     | TD      |
| ----- | ------ | -------- | -------- | --------- | --------- | --------- | --------- | ------- | ------- | ------- | ------- |
| 2018  | LSU    | 10       |          | 23        | 313       | 13,6      | 3         | -       | -       | -       | 0       |
| 2019  | LSU    | 14       |          | 84        | 1780      | 21,2      | 20        | 1       | 5       | 5       | 0       |
| 2020  | LSU    | No jugó  | No jugó  | No jugó   | No jugó   | No jugó   | No jugó   | No jugó | No jugó | No jugó | No jugó |
| Total | Total  | 24       |          | 107       |           |           | 23        | 1       | 5       | 5       | 0       |

Fuente: Sports Reference.

### NFL

#### Cincinnati Bengals
Ja'Marr Chase fue seleccionado en el quinto puesto global del Draft de 2021 por los Cincinnati Bengals, donde se reencontró con Joe Burrow, quien fue su quarterback en LSU. Firmó su contrato con los Bengals en junio y, aprovechando la nueva normativa de dorsales de la NFL, se convirtió en el primer jugador de la historia de la franquicia en llevar el número 1.
En su temporada de novato, Chase tuvo 81 recepciones para 1,455 yardas, un récord de novato de la NFL. Chase también anotó 13 touchdowns en camino a ser nombrado Novato Ofensivo del Año. En su segunda temporada, Chase sufrió una lesión en la cadera durante un partido contra los New Orleans Saints. En 12 juegos en 2022, tuvo 87 recepciones para 1,046 yardas y 9 touchdowns.

## Estadísticas
| Negrita | Máximo de carrera |

### Temporada regular
| Año   | Equipo | Partidos | Partidos | Recepción | Recepción | Recepción | Recepción | Carrera | Carrera | Carrera | Carrera |
| Año   | Equipo | PJ       | PT       | Rec       | Yds       | Avg       | TD        | Att     | Yds     | Avg     | TD      |
| ----- | ------ | -------- | -------- | --------- | --------- | --------- | --------- | ------- | ------- | ------- | ------- |
| 2021  | CIN    | 17       | 17       | 81        | 1455      | 18,0      | 13        | 7       | 21      | 3,0     | 0       |
| 2022  | CIN    | 12       | 12       | 87        | 1046      | 12,0      | 9         | 5       | 8       | 1,6     | 0       |
| Total | Total  | 29       | 29       | 168       | 2501      | 14,9      | 22        | 12      | 29      | 2,4     | 0       |

### Playoffs
| Año   | Equipo | Partidos | Partidos | Recepción | Recepción | Recepción | Recepción | Carrera | Carrera | Carrera | Carrera |
| Año   | Equipo | PJ       | PT       | Rec       | Yds       | Avg       | TD        | Att     | Yds     | Avg     | TD      |
| ----- | ------ | -------- | -------- | --------- | --------- | --------- | --------- | ------- | ------- | ------- | ------- |
| 2021  | CIN    | 2        | 2        | 14        | 225       | 16,1      | 0         | 4       | 25      | 6,3     | 0       |
| Total | Total  | 2        | 2        | 14        | 225       | 16,1      | 0         | 4       | 25      | 6,3     | 0       |